# لاندولود
شهر لاندولود (به فرانسوی: Lendelede) در شهرستان کورتریک در استان فلاندری غربی در منطقه فلاندری در کشور بلژیک واقع شده‌است.